# Vladímir Maneiev
Vladímir Maneiev   (Novokuznetsk, 5 de febrer de 1932 - Novokuznetsk, 8 de gener de 1985) va ser un lluitador rus, especialista en lluita grecoromana. Va competir sota bandera de la Unió Soviètica i va guanyar una medalla olímpica.
Va començar a lluitar amb tan sols 16 anys i ben aviat fou un dels millor lluitadors soviètics del pes wèlter. El 1956 va prendre part en els Jocs Olímpics d'Estiu de Melbourne, on va guanyar la medalla de plata en la competició del pes wèlter del programa de lluita grecoromana.
En el seu palmarès també destaca una medalla d'or al Campionat del Món de lluita de 1955 i a la Copa del Món de lluita de 1956. així com els campionats nacionals de 1954 i 1955. A la fi dels Jocs de 1956 va passar al pes mitjà i al pes lleuger, però sense obtenir cap resultat destacable.
Una vegada retirat de l'esport, el 1970, va treballar com a responsable de diverses explotacions mineres de Sibèria. Morí el gener de 1985 a causa d'un atac de cor.